# Alilem
Alilem ist eine Stadtgemeinde in der philippinischen Provinz Ilocos Sur und grenzt an die Provinzen La Union und Benguet. In dem 156,2 km² großen Gebiet lebten im Jahre 2015 6695 Menschen, wodurch sich eine Bevölkerungsdichte von 43 Einwohnern pro km² ergibt. Das hügelige Gebiet steigt von wenigen Metern über dem Meeresspiegel bis zu 460 Meter an. Auch deswegen ist hier der Reisanbau in Reisterrassen besonders geeignet. Ansonsten wird von der Bevölkerung hauptsächlich Zuckerrohr angebaut. Durch die Landschaft fließen zwei Flüsse: Der Amburayan und der Bakun. In der Gemeinde wird Kankanaey und Ilokano gesprochen.

## Baranggays
Alilem ist in folgende neun Baranggays aufgeteilt:
- Alilem Daya
- Amilongan
- Anaao
- Apang
- Apaya
- Batbato
- Daddaay
- Dalawa
- Kiat